# Ли Джэ Сик
Ли Джэ Сик (кор. 이재식, род. 30 июня 1962) — северокорейский борец вольного стиля, двукратный чемпион мира.

## Спортивные результаты
- Чемпион мира (1986, 1987).
- Победитель Международного турнира в Минске (1986).[2]
- Победитель Международного турнира в Тбилиси (1986, 1987).

## Интересные факты
Ни разу не выступал на Олимпийских и Азиатских играх, КНДР бойкотировала Олимпийские игры 1984 года в Лос-Анджелесе, Олимпийские игры 1988 года в Сеуле и Азиатские игры 1986 года в Сеуле.

## Видео
- Чемпионат мира 1986, вольная борьба, до 48 кг, финал: Ли Джэ Сик (КНДР) - Ласло Биро (Венгрия)
- Международный турнир в Тбилиси 1987, вольная борьба, до 48 кг, финал: Ли Джэ Сик (КНДР) - Сергей Карамчаков (СССР)
- Чемпионат мира 1987, вольная борьба, до 48 кг, финал: Ли Сан Хо (Южная Корея) - Ли Джэ Сик (КНДР)